# Karolewo (powiat sępoleński)
Karolewo – osada w Polsce położona w województwie kujawsko-pomorskim, w powiecie sępoleńskim, w gminie Więcbork.

## II wojna światowa
17 września 1939 w Karolewie utworzono jeden z licznych na Pomorzu obozów (niem. Internierungslager Karlshof) mających służyć eksterminacji ludności polskiej i żydowskiej, z powiatów sępoleńskiego, tucholskiego, bydgoskiego, wyrzyskiego i chojnickiego. Obóz został rozwiązany w połowie grudnia 1939 r. Według różnych źródeł zostało tu zamordowanych od 4 do 10 tys. osób.

## Podział administracyjny i demografia
W latach 1975–1998 miejscowość administracyjnie należała do województwa bydgoskiego. Według Narodowego Spisu Powszechnego (III 2011 r.) liczyła 108 mieszkańców. Jest szesnastą co do wielkości miejscowością gminy Więcbork.